# Wim Ernes
Wim Ernes (2 juli 1958 - Schimmert, 31 oktober 2016) was internationaal jurylid, lid van de KWPN-hengstencommissie en Nederlands dressuur bondscoach.
Ernes heeft zelf enkele paarden in de sport uitgebracht op Lichte tour niveau. Hij was bondscoach van 1993 tot en met de Olympische Spelen in Atlanta, waarbij hij het Nederlandse dressuurteam naar zilver begeleidde. Wim Ernes hield zich bezig met het beoordelen van jonge paarden op het gebied van functionaliteit o.a. via de PAVO Cup. In 2008 werd hij dan ook voorzitter van de selectiecommissie WK jonge paarden. Vanaf 1977 is Ernes actief geweest als jurylid. In 1999 werd hij internationaal jurylid. Hij was "O" jurylid sinds 2007, waarbij hij bij de Olympische Spelen de eer had om achter de jurytafel bij E deel te mogen nemen. Tevens heeft Ernes de functie van voorzitter bekleed bij het KNHS voor de discipline commissie dressuur (sinds 2002) en de begeleidingscommissie dressuur juryleden (sinds 2003). Hij was daarbij lid van de KWPN Hengstenkeuringscommissie, in de richting van dressuur, sinds 2007, waarbij hij per december 2012 in dienst was als voorzitter van deze dressuurcommissie. In januari 2013 trad Ernes wederom in dienst als bondscoach van de Nederlandse dressuurploeg.
Ernes was woonachtig in Schimmert, getrouwd en kreeg een dochter. Buiten zijn paardgerelateerde werkzaamheden was hij werkzaam als directielid binnen een koeltechnisch installatiebedrijf. Sinds enkele jaren had hij zich volledig toegelegd op paardengerelateerde functies.